# Roger Vergé
Roger Vergé (Commentry, 7 de abril de 1930 - Mougins, 5 de junho de 2015) foi um chef francês.
Um dos mais importantes chefs da França, Vergé participou do movimento que revolucionou a gastronomia francesa, conhecido como nouvelle cuisine.

## Biografia
Nascido em uma família modesta, pai ferreiro e a mãe dona de casa, foi influenciada pela tia Celestine pela carreira na gastronomia, trabalhando em restaurantes como o Tour d’Argent e o Plaza Aténée, onde assumiu os papéis de chef de partie e chef rôtisseur. Logo após, realizou um período de viagens para países como Quênia, Zimbábue, Zaire, entre outros. Retornou a França na década de 1960 com uma rica e longa experiência de sabores e então criou um movimento que hoje em dia é apelidada de cozinha do sol.
Trabalhou na cozinha do hotel Club de Cavalière, situado entre Saint Tropez e Lavandou, onde ganhou duas estrelas no guia Michelin.
Em 1969, juntamente com sua esposa, abriram o Moulin de Mougins, um moinho de azeite do século XVI, situado na Côte d’Azur, perto da cidade de Cannes. Situado no sopé de uma colina e com um jardim sombreado por oliveiras, o seu restaurante se tornou um local conhecido pela suas receitas, sendo reconhecido pelo Guia Michelin com outra estrela desta publicação, fato ocorrido em 1970. A segunda estrela, conquistou em 1972 e a consagração veio em 1974 com a terceira estrela. Amigo das artes e dos artistas, no decorrer de anos ele transformou seu restaurante em um verdadeiro museu vivo com obras de seus amigos César Baldaccini, Arman, Folon e Tobiasse.
Dedicado a cozinha dos sabores do Mediterrâneo, seus pratos representaram tanto o peixe pescado no dia, como também vegetais recém colhidos do interior do país, criando assim, seguidores e gourmets de grande reputação na França, como Jacques Chibois, Jacques Maximin, Bouley David, Alain Ducasse.
Em 2003  associou-se com o chef Roberto Rugieri e abriram um restaurante em Nova York com um conceito harmonioso entre a cozinha de Provença e da Toscana.